# マリーア・ガブリエッラ・ディ・サヴォイア
マリーア・ガブリエッラ・ディ・サヴォイア（イタリア語: Maria Gabriella di Savoia, 1940年2月24日  - ）は、イタリアの旧王族。

## 経歴
最後のイタリア王ウンベルト2世とその王妃マリーア・ジョゼの間の次女（第3子）として生まれた。1946年の王制廃止後は、母や弟妹と一緒にスイスに亡命した。マドリードのイタリア人学校高等部を卒業後、イタリア語・フランス語・スペイン語の通訳の資格を取得。さらにジュネーヴ大学やエコール・デュ・ルーヴルで美術史やフランス古典主義家具装飾の制作を専攻した。ザルツブルクでオスカー・ココシュカに絵画制作を学んだこともある。
若い頃には、スペイン公フアン・カルロスやイラン皇帝モハンマド・レザーといった王侯から求婚された。前者の場合はスペイン総統フランコの、後者の場合は教皇ヨハネ23世の反対に遭い、実現しなかった。特にムスリムであるイラン皇帝との縁談は教皇庁の強い反発を招き、「オッセルヴァトーレ・ロマーノ」でもこの縁談に対する警告が行われるほどであった。1969年にハンガリー人のロベルト・ゼリンゲル・デ・バルカニ（1931年 - 2015年）と結婚して間に娘を1人儲けたが、1976年に別居、1990年に離婚した。
1986年に両親の名を冠した文化財団を創設し、イタリア史に関する数冊の歴史著作がある。素行が悪く醜聞にまみれた兄のナポリ公ヴィットーリオ・エマヌエーレとは仲が悪く、2006年にはサヴォイア家の当主として兄ではなく遠縁のアオスタ公アメデーオを支持すると公言した。

## 著作
- Maria Gabriella di Savoia, Stefano Papi, Vita di corte in casa Savoia, Milano, Mondadori Electa, 2005.
- Maria Gabriella di Savoia, Stefano Papi, Jewellery of the House of Savoy, Milano, Mondadori Electa, 2005.
- Maria Gabriella di Savoia, Romano Brancalini, Casa Savoia. Diario di una monarchia. 1861-1946: cronaca e storia nelle fotografie inedite della Fondazione Umberto II, Milano, Mondadori, 2001.